# Frank Parker (strzelec)
Frank Parker (ur. 14 września 1866 w Toronto, zm. 9 września 1933 tamże) – kanadyjski strzelec. Brał udział w Letnich Igrzyskach Olimpijskich 1908.
Wystartował w konkurencji trapu indywidualnego. Zajął ex aequo 27. miejsce.